# La Urbana (paroisse civile)
Pour les articles homonymes, voir La Urbana et Urbana.
La Urbana est l'une des six divisions territoriales et l'une des cinq paroisses civiles de la municipalité de Cedeño dans l'État de Bolívar au Venezuela. Sa capital est La Urbana.

## Géographie

### Démographie
Hormis sa capitale La Urbana, la paroisse civile possède plusieurs localités dont :
- Guanay
- La Urbana